# Fenris kindir
Fenris kindir è l'ottavo album in studio della one man band Arckanum, pubblicato il 2013 dalla Season of Mist.

## Tracce
1. "Fenris Kindir Gruá" - 2:12
2. "Tungls Tjúgari" - 4:33
3. "Dólgrinn" - 3:44
4. "Hatarnir" - 4:19
5. "Hamrami" - 2:35
6. "Fenris Gangr" - 3:16
7. "Vargøld" - 4:19
8. "Angrboða" - 4:39
9. "Úskepna" - 4:03
10. "Spell" - 3:47
11. "Sólbøls Sigr" - 3:20

## Formazione
- Shamaatae - voce, tutti gli strumenti